# Bracon quadrisulcatus
Bracon quadrisulcatus  (лат.) — вид паразитических наездников из семейства Braconidae. Россия: Бурятия (Хамней, левый берег реки Джиды).

## Описание
Длина 2,8 мм. Основная окраска тела чёрная, ноги коричневато-жёлтые. Усики тонкие, нитевидые, состоят из 26 члеников. Вид был впервые описан в 2000 году российским гименоптерологом профессором Владимиром Ивановичем Тобиасом (ЗИН РАН, Санкт-Петербург) по типовым материалам с полуострова Камчатка.